# Matilde Font Sariols
Matilde Font Sariols, nace en Barcelona en 1923 y fallece en 1975. Arqueóloga. Licenciada en filosofia i lletres, sección de historia por la Universitat de Barcelona. Firmó sus trabajos con el nombre de Matilde Font de Tarradell.

## Trayectoria
En el año 1952 se casó con el también arqueólogo  Miquel Tarradell Mateu. Realizó junto con su marido excavaciones en la necrópolis de Cartago, sector Ard el-Morali, invitados por el también arqueólogo Pierre Cintas. Residió en Tetuán (protectorado español de Marruecos) de 1952 a 1956, donde colaboró en las excavaciones de la ciudad de Lixus (yacimiento romano, púnicomauritano y fenicio) y en los diversos trabajos que Miquel Tarradell realizó en la zona del antiguo Protectorado español de Marruecos. 
Vivió en Valencia de 1956 a 1970. Durante este periodo colaboró en las excavaciones y trabajos de Miquel Tarradell, entre los que destaca La romanización en el País Valenciano, trabajo (inédito) que, firmado por Tarradell recibió el premio Martorell d'Arqueologia (Fundació Martorell i Ajuntament de Barcelona). Comenzó a trabajar en la tesis doctoral sobre las necrópolis púnicas del Mediterráneo occidental, desgraciadamente falleció antes de concluirla. 
A partir de 1970 vivió en Barcelona. En septiembre de 1971 participó con el equipo de la Universitat de Barcelona en los trabajos de recuperación del los fondos del Museo Arqueológico de Ibiza, formado por  M. Tarradell y ella misma, con la colaboración de Caterina Ensenyat, en aquel tiempo directora del museo, M. Roca, profesora ayudante de arqueología de la Universidad de Barcelona y Jordi H. Fernández i Núria Tarradell, entonces estudiantes de la misma universidad. Fruto de estos estudios fueron los libros Eivissa Cartaginesa (1975); Necrópolis rurales púnicas en Ibiza (2000), con la colaboración de Miquel Tarradell, con quien también firmó el artículo Materiales púnicos de Ibiza en el Museo de Lluc (1976). También se han publicado otros trabajo póstumos dedicados a la Ibiza púnica: La forma Eb. 29 de la cerámica púnico-ebusitana (1973), Algunas formas poco frecuentes de la cerámica púnica de Ibiza (1974) y Una máscara púnico ebusitana de terracota, excepcional (1978). Uno de sus trabajos todavía inéditos es el Catàleg de la ceràmica púnica d’Eivissa.

## Obras de referencia
- FONT DE TARRADELL, M. (1969): El sector de Dermech de la necrópolis de Cartago: estudio estadístico, Papeles del Laboratorio de Arqueología de Valencia 6, 85-100.
- FONT DE TARRADELL, M. (1970): Dos peines ibéricos de La Serreta de Alcoy y sus precedentes, Papeles del Laboratorio de Arqueología de Valencia 10, 123-138.
- FONT DE TARRADELL, M. (1973): La forma EB. 29 de la cerámica púnico-ebusitana, Papeles del Laboratorio 9, 11-18.
- FONT DE TARRADELL, M. (1974): Algunas formas poco frecuentes de la cerámica púnica de Ibiza, Prehistoria y arqueología de las Islas Baleares: VI symposium de prehistoria peninsular, 221-242.
- TARRADELL MATEU, M.; FONT DE TARRADELL, M. (1976): Materiales púnicos de Ibiza en el Museo de Lluc,  Revista de la Universidad Complutense 104, 5-28.
- FONT DE TARRADELL, M. (1978): Una màscara púnico ebusitana de terra cuita, excepcional, Fonaments: prehistória i món antic als Països Catalans 1, 85-88.
- FONTS DE TARRADELL, M. (1980): Les lucernes i la introducció de l'oli al País Valencià, Primer Congreso de Historia del País Valenciano: celebrado en Valencia del 14 al 18 de abril de 1971 vol. 2, 333-337.
- FONT DE TARRADELL, M.; TARRADELL MATEU, M. (2000): La necrópolis: descripción y catálogo, Treballs del Museu Arqueològic d'Eivissa e Formentera 45, 31-156.
- FONT DE TARRADELL, M.; TARRADELL MATEU, M. (2000): Estudio de los materiales, Treballs del Museu Arqueològic d'Eivissa e Formentera 45, 157-188.
- FONT DE TARRADELL, M.; TARRADELL MATEU, M. (2000): Necrópolis rurales púnicas en Ibiza, Eivissa: Museu Arqueològic d'Eivissa i Formentera.